# Nilsfolke Dahlgren
Nilsfolke Dahlgren, född 11 januari 1910 i Malmö, död 26 augusti 2001 i Nyköping, var en svensk ingenjör. Han var gift med Inga Gentzel.
Dahlgren, som var son till rörledningsentreprenören Nils Dahlgren och Ester Carlsson, utexaminerades 1936 från Kungliga Tekniska högskolan. Han blev 1935 trafiktekniker på Stockholms stads gatukontor, biträdande arbetschef 1938, sektionschef 1944 och var gatuchef på Nyköpings stads gatukontor från 1946. Dahlgren var lärare vid Stockholms tekniska institut (aftonskola) 1937–1946 samt ledamot av länsvägnämnden i Södermanlands län från 1946, av generalplanekommittén i Nyköping och styrelsen för Teaterbolaget i Nyköping.